# جاکوئس ماگوما
جاکوئس ماگوما (انگلیسی: Jacques Maghoma؛ زادهٔ ۲۳ اکتبر ۱۹۸۷) بازیکن فوتبال اهل جمهوری دموکراتیک کنگو است.
از باشگاه‌هایی که در آن بازی کرده‌است می‌توان به باشگاه فوتبال شفیلد ونزدی، باشگاه فوتبال برتون آلبیون، باشگاه فوتبال تاتنهام هاتسپر، و باشگاه فوتبال بیرمنگام سیتی اشاره کرد.
وی همچنین در تیم‌های ملی فوتبال جمهوری کنگو، و جمهوری کنگو، بازی کرده‌است.